# يوسف الجمل
يوسف عايش السعد الجمل هو ممثل تلفزيوني أردني، وُلد في إربد العام 1950م.

## مسيرته المهنية
نال البكالوريوس في الإخراج والتمثيل من المعهد العالي بالقاهرة العام 1975، عمل مخرجاً مسرحياً بوزارة الثقافة العام 1977، ثم رئيس قسم المسرح ونائب لمدير مديرية الفنون حتى العام 1999، وهو عضو (رابطة) نقابة الفنانين، وعضو اللجنة العليا لمهرجان المسرح الأردني الثاني والرابع والخامس، وعضو اللجنة الاستشارية العليا للمسرح العام 2005، وعضو لجنة التقاعد بالنقابة العام 2008، وعضو لجنة تحكيم مهرجان المسرح، وعضو لجنة تحكيم مهرجان مسرح الجامعات، ولجنة وضع الخطة الوطنية الاستراتيجية للنهوض بالحركة المسرحية، وعضو المدرسة المسرحية لتطوير مهنة الفنان. من أهم أعماله مشاركاته في المسلسلات البدوية.